# 迷霧偵探
《迷霧偵探》是中國遊戲開發商手領科技製作的一款劇情向解謎遊戲，2019年4月30日由卓亞互動在Steam發行，行動版於2021年7月14日由波克城市代理發行，2023年3月30日登陸家用主機平台。

## 遊戲系統
玩家在《迷霧偵探》中扮演偵探雷克斯調查一起案件。主角被設定為因為曾經負傷而使用了機械義肢，偵查時能使用電子眼掃描物品和分析尸體。在電腦端玩家使用鼠標、鍵盤或手柄控制人物在場景中行走、奔跑、與角色對話和物品交互，而在行動端提供觸控式螢幕和模擬按鍵兩種方式進行操作。遊戲中的謎題和劇情相輔相成，謎題種類也很多樣，包括依靠線索尋找關鍵物品，需要推理分析的數字密碼和排列組合，還有根據場景設置的機關等等。部分場景，玩家會控制主角的助手黑貓威廉，進入主角無法進入的地區進行探索或收集物品。玩家需要透過與不同角色對話，調查物品獲取信息以了解故事的劇情和背景，遊戲中存在一些不影響遊戲的主線的支線任務，完成能更了解故事的世界觀和設定。遊玩期間使用自動存檔，主角死亡後可以在最近的存檔點繼續遊戲。

## 故事概要
在未來，某個機器人覺醒了自我意識並開始帶領其他機器人覺醒，這群覺醒者和人類爆發了衝突並演變成戰爭。人機大戰持續了三年，直到2057年6月人類核武庫被入侵，人類和機器人展開談判。談判結果以讓機器人將機械人三定律寫入源代碼，人類和機器人得以迎來停戰。部分機器人不滿協議，成立組織「革命者」，無視三定律攻擊人類，在人類各大城市引起騷亂。人類聯邦為此成立了「特勤組」剿滅「革命者」，「特勤組」也在完成使命後解散。2139年人類大城市星光市出現首位機器人宣佈參與市長競選，讓社會再起動蕩，政府秘密再次組建「特勤組」以應對事態，並防止第二個「革命者」出現。
警校出身的雷克斯是前特勤組成員，在剿滅革命者期間受到重傷，治療後成為唯一個半機械半人的存在，特勤組解散後，以偵探為業。2140年10月雷克斯收到連環兇殺案兇手諾瓦的包裹，諾瓦的案件是過去雷克斯做警察時參與調查的案件，兇手將人類與機器人被害者的遺骸拼湊成漫遊者教派神明「噗森」的雕塑。帶著疑惑和為了阻止諾瓦，雷克斯根據包裹的寄出地址，前往橋下區進行調查。隨著調查的深入，雷克斯發現當年追捕諾瓦期間讓其重傷之後，諾瓦被橋下區的愛德華醫生所救，並以幫助愛德華妻子治療基因病為由，綁架了大量人與機器人做實驗，諾瓦在實驗中獲得控制機器人的納米液及意識轉移技術。漫遊者宗教狂熱份子的諾瓦，渴望擁有與神「噗森」一樣半人半機械的身體，於是計劃利用意識轉移技術奪取雷克斯身體，引誘雷克斯深入他佈置好的基地，期間利用幻象將自己的腦波和雷克斯同步。不過同步也是雙向的，雷克斯以堅定的意志對抗諾瓦的同步，打破了幻象擺脫了諾瓦的控制，在發現諾瓦真身後擊敗了他。

## 開發
2013年成立的成都手領科技，過去主要開發iOS平台的手機遊戲，《迷霧偵探》是他們開發的第一款PC平台的遊戲，該遊戲的開發團隊有11人。遊戲製作人田超是個科幻和偵探迷，而且喜歡各類解密遊戲，出於興趣而構想了《迷霧偵探》，遊戲的靈感源於電影《銀翼殺手2049》，遊戲開發代號也是「銀翼殺手」。田超原來在手領科技中負責美術，這是他第一次以遊戲製作人身份開發遊戲，美術出身的他很早就決定了遊戲的像素風格，他認為現在的遊戲引擎能讓像素風格帶來更多的特效變化和視覺衝擊。遊戲的核心是故事和劇情，開發團隊花了很長時間構思劇情和故事背景，在定下主角是偵探的身份之後，再設計故事舞台，最後決定主角的定位。遊戲的案件設計和推理劇情設計製作組都有用心打磨，並學習了很多犯罪方面的知識，同時也因此延長了開發週期，最後開發團隊參考了美劇的模式，將遊戲以章節形式分開，在接受玩家反饋之後再調整之後的章節。
遊戲的美術方面，開發團隊是使用了Unity引擎自帶的3D燈光和光暈貼圖來塑造光影效果。遊戲的美術風格是賽博龐克，糅合了東西方文化給予開發團隊不少挑戰，其中創作中參考了北京的《銀翼殺手2049》給予他們一個可行的路徑，而且通過之後不斷前往國外遊戲展的交流中，他們也獲得很多反饋和評論得以調和兩地的文化。
2017年11月在遊戲展開众筹之前，遊戲的開發進度已經完成過半。遊戲製作人田超的計劃中故事有很長的時間線，包括編年史、小說等內容，2019年4月遊戲發佈後，計劃做一兩個追加下載內容，並有續作的想法。只是「项目越做越大，成本急劇上升」，超出了立項時的計劃，遊戲的發行有數次的延期，並且研發有脫離公司控制範圍的趨勢，不過也能及時止損，讓遊戲正式上線。上線後，開發團隊也根據玩家建議和意見加速迭代，每週小規模更新，每兩個月大規模更新。2019年12月30日，開發團隊準備行動端的開發工作。2021年8月手領科技表示遊戲製作人田超已經離開，《迷霧偵探》的追加下載內容和續作的開發也已經暫停。

## 發行
2017年8月，手領科技在众筹網站摩點上首次披露遊戲內容、角色和製作團隊。手領科技預計遊戲於2018年上半年發售，並計劃推出海外版，並在PC平台，任天堂Switch和iOS平台發行。11月20日正式開始众筹，不到一小時就達成众筹目標。在众筹後不過10天，手領科技發現在另一個众筹網站Kickstarter有人冒充他們進行众筹，在申述後Kickstarter的众筹取消。2017年末手領科技將遊戲的發行交由卓亞互動的李譞負責。2018年3月手領科技將原遊戲英文名《Mr.Mist》改為《Tales of the Neon Sea》。4月製作團隊前往美國波士頓PAX EAST展出作品，李譞聯絡了一批海外遊戲媒體對遊戲進行宣傳，IGN也給了遊戲預告片首頁展示。手領科技之後宣佈，在聽取過去玩家和海外玩家的反饋，他們需要更多時間完善遊戲，預計發行延期到2018年10月，同期遊戲開設Steam頁面。8月製作團隊前往美國PAX WEST和科隆遊戲展展出，同期手領科技在Kickstarter展開众筹。11月遊戲演示在Steam發佈。2019年3月卓亞互動確認遊戲於4月30日發售並公佈新的預告片。2019年4月30日遊戲正式發售，發售初期有優惠價促銷。2020年6月9日，遊戲更新最終章「终末之行」，同日遊戲原聲帶發佈。
2019年12月30日，手領科技宣佈遊戲的行動版由波克城市發行，並計劃在2020年完成移植工作。2020年8月，李譞創立熱脈遊戲，《迷霧偵探》的PC端改由熱脈遊戲代理發行。2021年4月，遊戲在Epic遊戲商城限時免費領取。2021年7月14日，遊戲的iOS版本免費發佈。8月5日遊戲的安卓版於TapTap免費發佈。遊戲的任天堂Switch、PlayStation 4和PlayStation 5版由Game Source Entertainment於2023年2月發行。後延期至3月30日發行。

## 評價
《迷霧偵探》測試階段在2018 indiePlay中国独立游戏大赛獲得「最佳美术」，並入圍「最佳叙事」和「最佳游戏大奖」。Indie Prize 2018亞洲區的「最佳游戏设计」和「最佳创新奖」。發售後獲得2019年BitSummit的「最佳美術」。
遊戲在媒體中得到評價為一般到較佳，電腦版在Metacritic匯總評分為62分，遊戲的像素風賽博龐克普遍獲得媒體好評，IGN評論員稱讚作品細節豐富，音樂和美術風格融合得很好，而遊民星空評論作品「宛如一幅赛博朋克版的《清明上河图》」。
評論員對遊戲的謎題設置評價各異，遊民星空編輯認為遊戲謎題數量多且玩法多元化，根據人和貓的特性對謎題進行差異化設計也很讓人驚喜。IGN評論員表示謎題太多且乏味，遊戲的物品也很難找。The Games Machine編輯亦批評遊戲謎題重複性高，玩法相似，到遊戲後期讓人感到無聊。

## 外部連結
- 官方网站 （简体中文）